# أغنس لوران
أغنس لوران (بالفرنسية: Agnès Laurent)‏ هي ممثلة فرنسية، ولدت في 28 يناير 1936 في فرنسا، وتوفيت بنفس المكان في 16 فبراير 2010.

## وصلات خارجية
- أغنس لوران على موقع IMDb (الإنجليزية)
- أغنس لوران على موقع قاعدة بيانات الفيلم (الإنجليزية)